# Vassili Joukovski
Pour les articles homonymes, voir Joukovski.
 (octobre 2011).
Si vous disposez d'ouvrages ou d'articles de référence ou si vous connaissez des sites web de qualité traitant du thème abordé ici, merci de compléter l'article en donnant les références utiles à sa vérifiabilité et en les liant à la section « Notes et références ».
Vassili Andreïevitch Joukovski (en russe : Васи́лий Андре́евич Жуко́вский ; ISO 9 : Vasílij Andréevič Žukóvskij), né le 29 janvier 1783 à Michenskoïe (actuel oblast de Toula) et mort le 12 avril 1852 à Baden-Baden dans le grand-duché de Bade, est un poète, critique et académicien russe.
Il est considéré comme le précurseur du romantisme russe et son œuvre influença plusieurs représentants majeurs de la littérature russe comme Lermontov, Nicolas Gogol et Pouchkine.

## Biographie

### Origines
Seul fils survivant, mais adultérin, d'Afanassi Ivanovitch Bounine (Bunkovsky) (1716–1791), issu d'une famille noble (ru) des régions de Toula, Kalouga et Orel, de lointaine ascendance polonaise, et d'une domestique serve, Elizaveta Dementievna Tourtchaninova, née (?) esclave turque sous le nom de Saliha (circa 1754 - 1811).
On ne sait rien de la jeunesse ni des origines de la mère du poète, fors qu'elle fut capturée par les Russes avec sa sœur Fatima († 1771) lors de la première prise de la forteresse de Bendery, où elle était, avec sa sœur, esclave attachée au harem du gouverneur turc de la ville. Les deux filles (elles avaient alors respectivement 16 et 11 ans) furent attribuées comme prises de guerre à un major allemand, lequel, en affaire avec le père de Joukovski à Kalouga, les remit en 1770 en règlement de ses dettes à Afanassi Ivanovitch Bounine qui les fit baptiser et affecter au service de son épouse, Marie Grigorievna (née Bezobrazova).
Fasciné par la beauté orientale d'Elizaveta, Afanassi Ivanovitch n'hésita pas à quitter le foyer familial pour s'installer dans la maison d'en face, avec sa nouvelle conquête. C'est dans ce curieux contexte familial, si surprenant qu'il fit scandale à l'époque, que naquit le futur fondateur du romantisme russe.

### Jeunesse
Né bâtard, Vassili fut adopté, comme c'était la règle à l'époque, par un protégé de son père, un noble désargenté du nom d'Andreï Grigorievitch Joukovski, qui, moyennant finances, lui donna son nom, sans pouvoir, aux termes de la loi, lui transmettre sa qualité. Le jeune garçon fut rapidement séparé de sa mère naturelle et élevé par Maria Grigorievna Bounina comme son fils.
La situation particulière de Vassili Andreïevitch, seul fils du noble Bounine, quoique né bâtard, émut finalement les autorités qui tolérèrent l'inscription en 1785 du jeune roturier en tant qu'enseigne au 8e régiment de hussards d'Astrakhan (ru), grade qui lui conférait la noblesse viagère, qualité qui lui permit d'être enregistré dans la noblesse de la province de Toula et, en conséquence, de poursuivre des études au lycée et à l'université.
Inscrit au lycée de Toula, il en est finalement renvoyé à cause de ses échecs scolaires, et mis en pension chez sa demi-sœur et marraine Barbara Afanassieva, épouse Iouchkov, où il est éduqué avec les enfants de sa sœur, recevant un enseignement de haut niveau, dispensé notamment par l'écrivain et ami de la famille, Théophylacte Gavrilovitch Paprovski.
C'est dans ce contexte familial — son beau-frère Piotr Nikolaïevitch Iouchkov se piquait de littérature, et soutenait financièrement avec sa femme le théâtre de Toula, dont les acteurs répétaient souvent à la maison — que le jeune Vassili assista à de nombreuses répétitions et décida de devenir écrivain (1794).
Admis en 1797 à la pension pour gentilshommes de l'Université de Moscou (ru), il y reçut l'influence de mouvements romantiques étrangers, notamment du Sturm und Drang allemand, mais surtout de Nikolaï Karamzine, introducteur du sentimentalisme en Russie et directeur de la revue Le Messager Européen, où Joukovski publie sa première œuvre en 1802, une traduction libre d'Elegy Written in a Country Churchyard de Thomas Gray qui propagea définitivement le style sentimentaliste en Russie et fut de ce fait le point de départ du romantisme russe. Il s'y lia durablement avec le futur homme d'état et critique littéraire Dmitri Dachkov (1784-1839) et le futur écrivain Alexandre Tourgueniev (1784-1846).
En 1808, il prend la tête de la revue sur la demande de Karamzine (très occupé par la rédaction des 12 volumes de l'Histoire de l'État russe) et continue à répandre le romantisme mystique dans tout le pays. En 1815, il crée le cercle Arzamas ayant pour but la promotion du style romantique européen en Russie, dans la foulée de Karamzine. Ce club avait d'ailleurs pour membre un certain adolescent nommé Alexandre Pouchkine qui devint l'ami turbulent de Joukovski ; bien des choses les rapprochaient, ne serait-ce que des origines similaires, peu communes en Russie. Cette amitié resta indéfectible jusqu'à la mort de Pouchkine.

### Œuvres majeures
Vassili Joukovski est considéré comme le poète russe de référence pendant la décennie 1810-1820, avant l'avènement de Pouchkine. En 1812, lors de l'invasion de Napoléon, il se fit connaître par ses chants patriotiques écrits au front, notamment Un Barde dans le camp des Guerriers russes. Il composa aussi les paroles de l'hymne de la Russie impériale, « Que Dieu sauve le Tsar » inspiré de ses influences anglo-saxonnes.
En 1820, au moment de la parution de sa première œuvre majeure Rouslan et Ludmila, Pouchkine reçut l'adoubement de Joukovski qui lui offrit un portrait dédicacé comme suit : « Au disciple victorieux, de la part du tuteur vaincu ». Il continua néanmoins à traduire des ballades anglaises et allemandes, comme Lenore de Gottfried August Bürger à laquelle il procura un mètre nouveau, l'hexamètre dactylique. Il fut aussi un grand amateur de Schiller et s'essaya à quelques adaptations de ses ballades et un drame, Jungfrau von Orleans, basée sur la vie de Jeanne d'Arc. L'herméneutique russe eut donc pour précurseur Joukovski, qui par ce biais influença notamment Dostoïevski par l'étude approfondies des sentiments et de la psychologie des personnages des œuvres qu'il adaptait.
En 1826, il devint le tuteur du tsarévitch Alexandre et il toucha à la politique en défendant des mouvements comme celui des décembristes. En 1831, il publie les versions en vers de contes traditionnels russes, comme Как мыши кота хоронили (en français : Comment les souris ont enterré le chat), et Le conte du tsar Berendeï, inspiré du conte Le Tsar de l'Onde et Vassilissa la très-sage. En 1833, il rédige les paroles du chant  Molitva russkikh qui devient l'hymne national de la Russie impériale de 1816 à 1833.

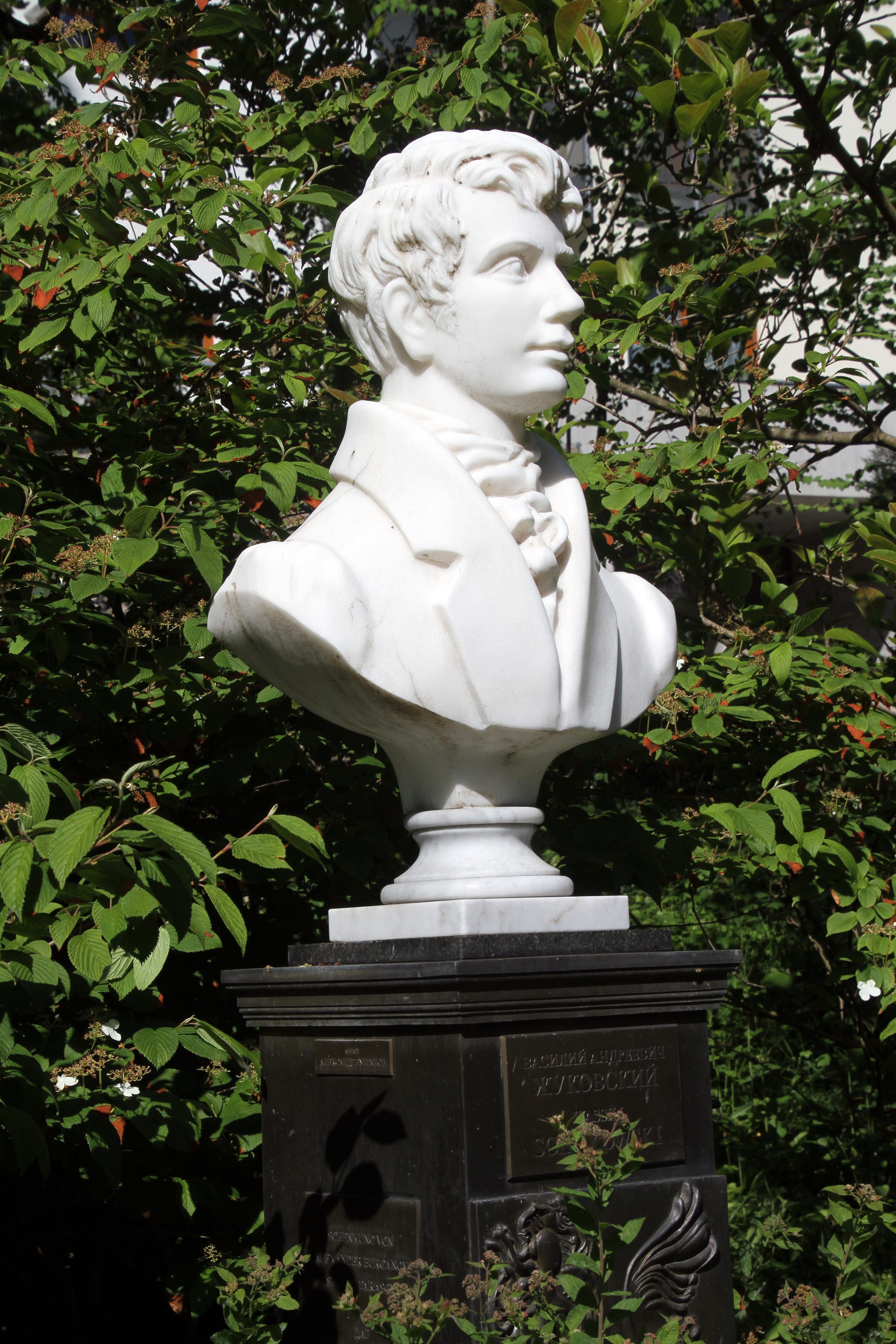
Buste à Baden-Baden

À la mort de Pouchkine, en 1837, il fut le publicateur de ses œuvres inachevées et les sauva de la censure. Il contribua à l'ascension du jeune Nicolas Gogol dans les années 1840, instaurant définitivement ce qui fut appelé le « romantisme russe ».
Il voyagea ensuite à travers toute l'Europe, comme le fit Karamzine en son temps. Correspondant avec les héritiers du Sturm und Drang, dont Goethe, il continua à adapter librement des œuvres et fut le précurseur du ballet russe lorsqu'il utilisa un hexamètre original dans la traduction d'Undine de Friedrich de La Motte-Fouqué.
Il mourut à l'âge de 69 ans en Allemagne et fut enterré à la Nécropole des artistes, un des carrés du cimetière attenant à la Laure Saint-Alexandre-Nevski de Saint-Pétersbourg.
Une partie des fonds de sa bibliothèque se trouve aujourd'hui à la bibliothèque de l'université de Tomsk.

### Descendance

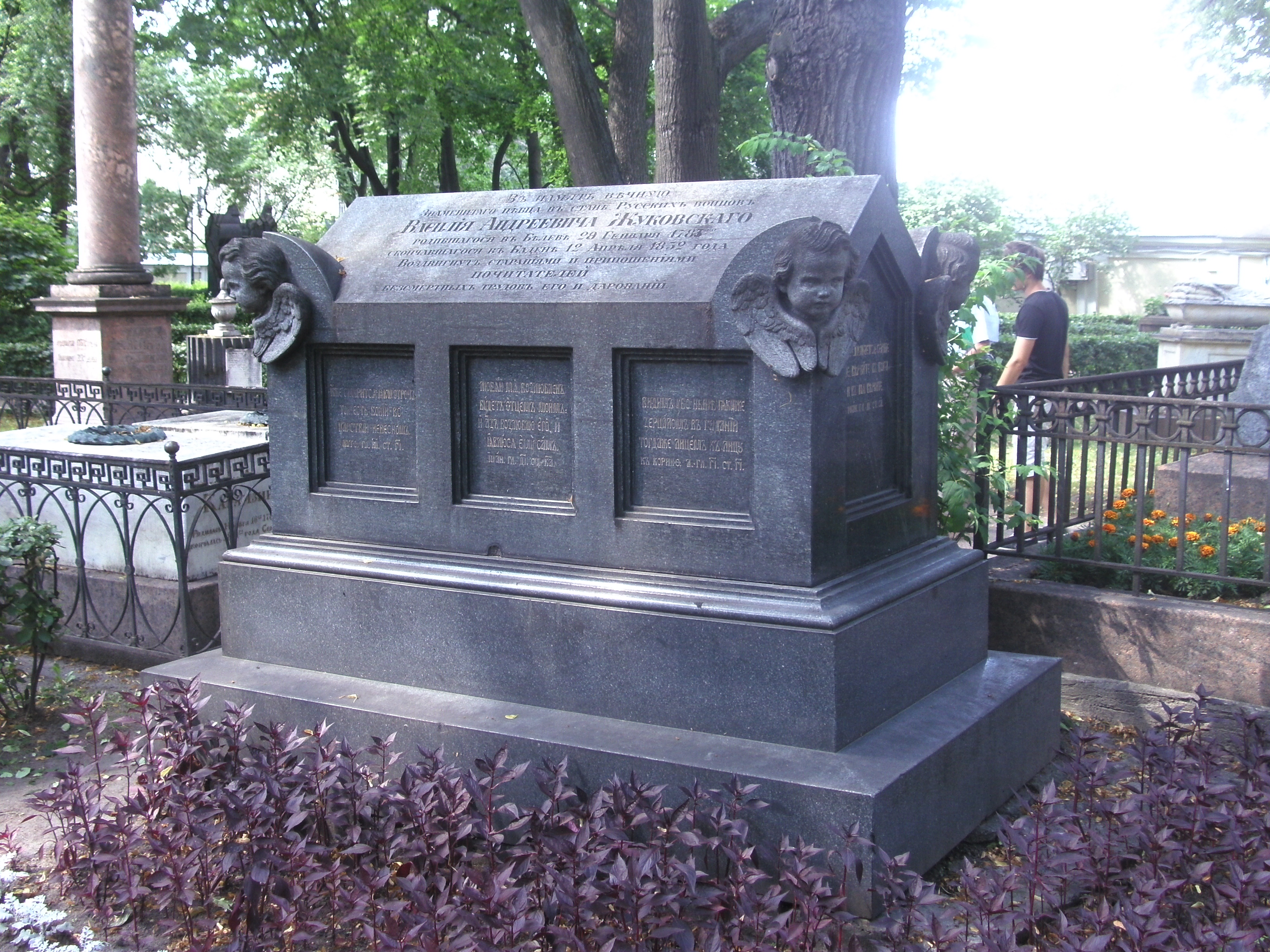
La tombe du poète à la Nécropole des artistes, Laure Saint-Alexandre-Nevski

Joukovski avait épousé en 1841 Elisaveta Evgrafovna von Reutern (1821-1856), fille de son ami le peintre Evgraf (Gerhardt) Romanovitch von Reutern (1794-1865). Il en eut deux enfants :
- Alexandra Vassilievna (1842-1912), baronne Seggiano puis baronne v. Wohrmann ; demoiselle d'honneur à la cour, elle épousa morganatiquement[12] en 1869 le grand duc Alexis Alexandrovitch (1850-1908), dont elle eut un enfant, le comte Alexis Belevski-Joukovski (1871-1932(?)), dont postérité.
- Pavel Vassilievitch (1845-1912), peintre et architecte. Resté célibataire.

## Traductions
- L'Odyssée

### Sources
L'écrivain Henri Troyat a retracé dans son roman Le chant des insensés, paru en 1993, la destinée de ce poète déchiré entre sa proximité avec le pouvoir impérial et ses amitiés pour les écrivains russes libéraux de l'époque.